# Comedia fantástica
La comedia fantástica o fantasía cómica es un subgénero de la fantasía que es principalmente humorístico en intención y tono. Típicamente ambientada en mundos imaginarios, la comedia fantástica a menudo incluye juegos de palabras y parodias de otras obras de fantasía.

## Literatura
El subgénero surgió en el siglo XIX. Se pueden encontrar elementos de comedia fantástica en obras del siglo XIX como algunos de los cuentos de hadas de Hans Christian Andersen, los «Libros de Navidad» de Charles Dickens y los libros de Alicia de Lewis Carroll. El primer escritor en especializarse en el subgénero fue F. Anstey en novelas como Vice Versa (1882), donde la magia trastoca la sociedad victoriana con resultados humorísticos. El trabajo de Anstey fue lo suficientemente popular como para inspirar varias imitaciones, incluidas las alegres fantasías infantiles de E. Nesbit The Phoenix and the Carpet (1904) y The Story of the Amulet (1906). Estados Unidos tenía varios escritores de comedia fantástica, entre ellos James Branch Cabell, cuya fantasía satírica Jurgen, A Comedy of Justice (1919) fue objeto de un proceso fallido por obscenidad. Otro escritor estadounidense en una línea similar fue Thorne Smith, cuyas obras (como Topper y The Night Life of the Gods) fueron populares e influyentes, y a menudo adaptadas para cine y televisión. Las comedias fantásticas narradas en un ambiente de «club de caballeros» son comunes; en estas se incluyen A Houseboat on the Styx (1895) de John Kendrick Bangs, las historias de «Jorkens» de Lord Dunsany y The Exploits of Englebrecht de Maurice Richardson (1950).
Según Lin Carter, las obras de T. H. White ejemplifican la comedia fantástica, L. Sprague de Camp y las historias de Harold Shea de Fletcher Pratt son ejemplos tempranos. La abrumadora mayor parte de la fantasía de De Camp era cómica. Pratt y de Camp fueron algunos de los colaboradores de Unknown Worlds, una revista pulp que enfatizaba la fantasía con un elemento cómico. El trabajo de Fritz Leiber también apareció en Unknown Worlds, incluidas sus historias de Fafhrd y Grey Mouser, una versión jocosa del subgénero de la espada y la hechicería.
En tiempos más modernos, los libros Mundodisco de Terry Pratchett, los libros Xanth de Piers Anthony, los libros MythAdventures de Skeeve y Aahz de Robert Asprin y los libros de Tom Holt proporcionan buenos ejemplos, igual que muchas de las obras de Christopher Moore. También hay tiras cómicas/novelas gráficas en el género de comedia fantástica, incluida la serie Pewfell de Chuck Whelon y los webcomics 8-Bit Theatre y The Order of the Stick. Otros autores recientes del género incluyen a Toby Frost, Stuart Sharp, Nicholas Andrews y DC Farmer, y el equipo de redacción de John P. Logsdon y Christopher P. Young.

## Otros medios
Ejemplos en la radio son Hordes of the Things y ElvenQuest de la BBC. Las películas de comedia fantástica pueden ser parodias (Monty Python and the Holy Grail), comedias con elementos fantásticos (Being John Malkovich), películas de superhéroes (¡Shazam! del Universo Extendido de DC) o animadas (Shrek). También se ha utilizado en la película Jumanji: Welcome to the Jungle. El subgénero también ha estado representado en televisión, como en la serie de Mi bella genio o Moon Knight del Universo Cinematográfico de Marvel.